# Bechor-Szalom Szitrit
Bechor-Szalom Szitrit (hebr.: בכור-שלום שטרית, ang.: Bechor-Shalom Sheetrit, ur. w 1895 w Tyberiadzie, zm. 28 stycznia 1967) – izraelski polityk, w latach 1949–1967 poseł do Knesetu oraz minister ds. policji. Sygnatariusz Deklaracji niepodległości Izraela.
Był jednym z sygnatariuszy ogłoszonej 14 maja 1948 Deklaracji niepodległości Izraela.
W pierwszych wyborach parlamentarnych w 1949 po raz pierwszy dostał się do izraelskiego parlamentu z listy partii Sefardyjczycy i Orientalne Społeczności. Od tego czasu do śmierci pełnił funkcję ministra ds. policji. Zasiadał także w Knesetach II, III, IV i V kadencji z list Mapai. W wyborach w 1965 startował udanie z listy Koalicji Pracy (w skład której wchodziła także Mapai), zmarł podczas szóstej kadencji Knesetu. Mandat po nim objąłł Amnon Lin.